# Seoni Malwa
Seoni Malwa é uma cidade e um município no distrito de Hoshangabad, no estado indiano de Madhya Pradesh.

## Demografia
Segundo o censo de 2001, Seoni Malwa tinha uma população de 26,195 habitantes. Os indivíduos do sexo masculino constituem 52% da população e os do sexo feminino 48%. Seoni Malwa tem uma taxa de literacia de 74%, superior à média nacional de 59.5%: a literacia no sexo masculino é de 81% e no sexo feminino é de 67%. Em Seoni Malwa, 13% da população está abaixo dos 6 anos de idade.